# Kings Row
Kings Row (que en español fue titulada Abismo de pasión), es una película de 1942 protagonizada por Ann Sheridan, Robert Cummings, y Ronald Reagan(el que sería presidente de los Estados Unidos),y que cuenta la historia de cuatro niños y sus vidas adultas en el pueblo de Kings Row, pequeña ciudad estadounidense, durante el cambio del siglo XIX al XX. El film fue dirigido por Sam Wood.
La película, que fue la más importante de Reagan durante su carrera en Warner Brothers, fue adaptada por Casey Robinson de la novela homónima de Henry Bellamann, que fue un superventas en 1940. La película está también protagonizada por Betty Field, Charles Coburn, y Claude Rains. La música fue compuesta por Erich Wolfgang Korngold, y el director de fotografía fue James Wong Howe.
En la película, el papel que interpreta Reagan, Drake McHugh, tiene ambas piernas amputadas tras un accidente. Cuando recobra el conocimiento, después de la operación, él dice con la voz entrecortada, incrédulo y horrorizado: ¿Dónde está el RESTO de mí? Reagan utilizó esta frase como el título de su autobiografía de 1965. Reagan y la mayoría de los críticos de esta película consideraron que King Row era su mejor película. Reagan afirmó que la película era «algo sórdida pero con una historia emotiva» que «hizo de mí una estrella».

## Argumento
La película comienza en 1890 en la pequeña ciudad del medio Oeste llamada Kings Row, centrándose en cinco niños, los cuales son:
- Parris Mitchell (Robert Cummings), quien vive con su abuela.
- Cassandra Tower (BettyField), hija del Dr. Alexander Tower. (Claude Rains).
- El rico huérfano y amigo de diversiones Drake McHugh (Ronald Reagan).
- Louise Gordon (Nancy Coleman), hija del sádico médico Dr. Henry Gordon (Charles Coburn), del que se sabe lleva a cabo operaciones sin anestesia.
- Randy Monaghan (Ann Sheridan), cuyo padre es un trabajador del ferrocarril.[4]

Parris se siente atraído por Cassandra, a la que los otros niños evitan porque su familia es «extraña»: su madre está confinada en la casa y nunca se le ha visto. El Dr. Tower saca a Cassie de la escuela; está encerrada en casa y Parris no la ve otra vez hasta años más tarde, cuándo empieza sus estudios médicos bajo la tutela del Dr. Tower.
El mejor amigo de Parris, Drake, pretende casarse con Louise a pesar de la desaprobación de su padre. Louise, sin embargo, rechaza desafiar a sus padres y no se casará. Parris y Cassie empiezan un idilio secreto, viéndose en la casa de Drake. Por entonces, la abuela de Parris cae enferma de cáncer terminal y muere cuando está a punto de salir al extranjero a Viena a estudiar medicina. Parris, quién decide estudiar psiquiatría, propone matrimonio a Cassie. Ella inicialmente se resiste, huyendo, pero más tarde viene a suplicarle para ir con él a Viena. Entonces huye otra vez, volviendo a su casa.
Al día siguiente, Parris descubre que el Dr. Tower ha envenenado a Cassie y se disparó, y le ha dejado su propiedad. Se entera por la libreta del Dr. Tower que mató a Cassie porque creía ver los primeros síntomas de demencia al igual que su madre, y quería impedir que Parris arruinara su vida por casarse con ella, como el Dr. Tower había arruinado la suya por casarse con la madre de Cassie.
Mientras Parris está en Viena, el fondo de confianza de Drake es robado por un empleado de banca deshonesto. Drake se ve forzado de trabajar localmente para el ferrocarril, y sus piernas salen heridas en un accidente. El Dr. Gordon amputa ambas de sus piernas. Drake, quién había estado cortejando a Randy antes del accidente, se casa con ella pero ahora está amargado por la pérdida de sus piernas y rehúsa dejar su cama. Empero comienzan un negocio, empezado con la ayuda financiera de Parris, construyendo casas para familias trabajadoras.  Cuándo Parris sugiere mudarse a una de las casas han construido, lejos de las vías del ferrocarril y del ruido de los trenes que molestan a Drake, él se pone histérico y le hace jurar que nunca le hará salir de la habitación.
Parris regresa de Viena a King Row y decide quedarse allí cuando se entera de que el Dr. Gordon ha muerto dejando la ciudad sin médico. Louise revela que su padre amputó las piernas de Drake innecesariamente, porque odiaba a Drake y pensaba que era su deber castigar su maldad. Parris al principio desea retener la verdad de Drake, temiendo destruir su frágil recuperación. Considera recluir a Louise a una institución mental, incluso aunque no es demente, para impedir que la verdad sea revelada a Drake y a otras víctimas de su padre. Pero en cambio, persuadido por su nueva amiga Elise (Kaaren Verne) de tratar a Drake como a cualquier otro paciente más que como su mejor amigo, le dice a Drake lo que pasó. Drake reacciona desafiante y se arma de valor con una renovada voluntad de vivir en vez de la depresión clínica profunda que Parris había temido. Parris es ahora libre de casarse con Elise, habiendo ayudado a su viejo amigo a volver a una vida provechosa.

## Reparto
- Ann Sheridan como Randy Monaghan.
- Robert Cummings como Parris Mitchell.
- Ronald Reagan como Drake McHugh.
- Betty Field como Cassandra Tower.
- Charles Coburn como Dr. Henry Gordon
- Claude Rains como el Dr. Alexander Tower.
- Judith Anderson como la Señora Harriet Gordon.
- Nancy Coleman como Louise Gordon.
- Kaaren Verne como Elise Sandor.
- Maria Ouspenskaya como Madame von Eln.
- Harry Davenport como Coronel Skeffington.
- Ernest Cossart como Pa Monaghan.
- Ilka Grüning como Anna (acreditada como Ilka Gruning).
- Pat Moriarity como Tod Monaghan.
- Minor Watson como Sam Winters.